# Glauco (nome)
Glauco  è un nome proprio di persona italiano maschile.

## Varianti
- Maschili: Clauco[2][5]
- Femminili: Glauca[2][5]

### Varianti in altre lingue
- Catalano: Glauc[7]
- Greco antico: Γλαῦκος (Glaukos)[2][3][5]
- Latino: Glaucus[1][3][5][6]
- Portoghese: Glauco[3], Gláucio[8]
  - Femminili: Gláucia[8]
- Spagnolo: Glauco[3][7]

## Origine e diffusione

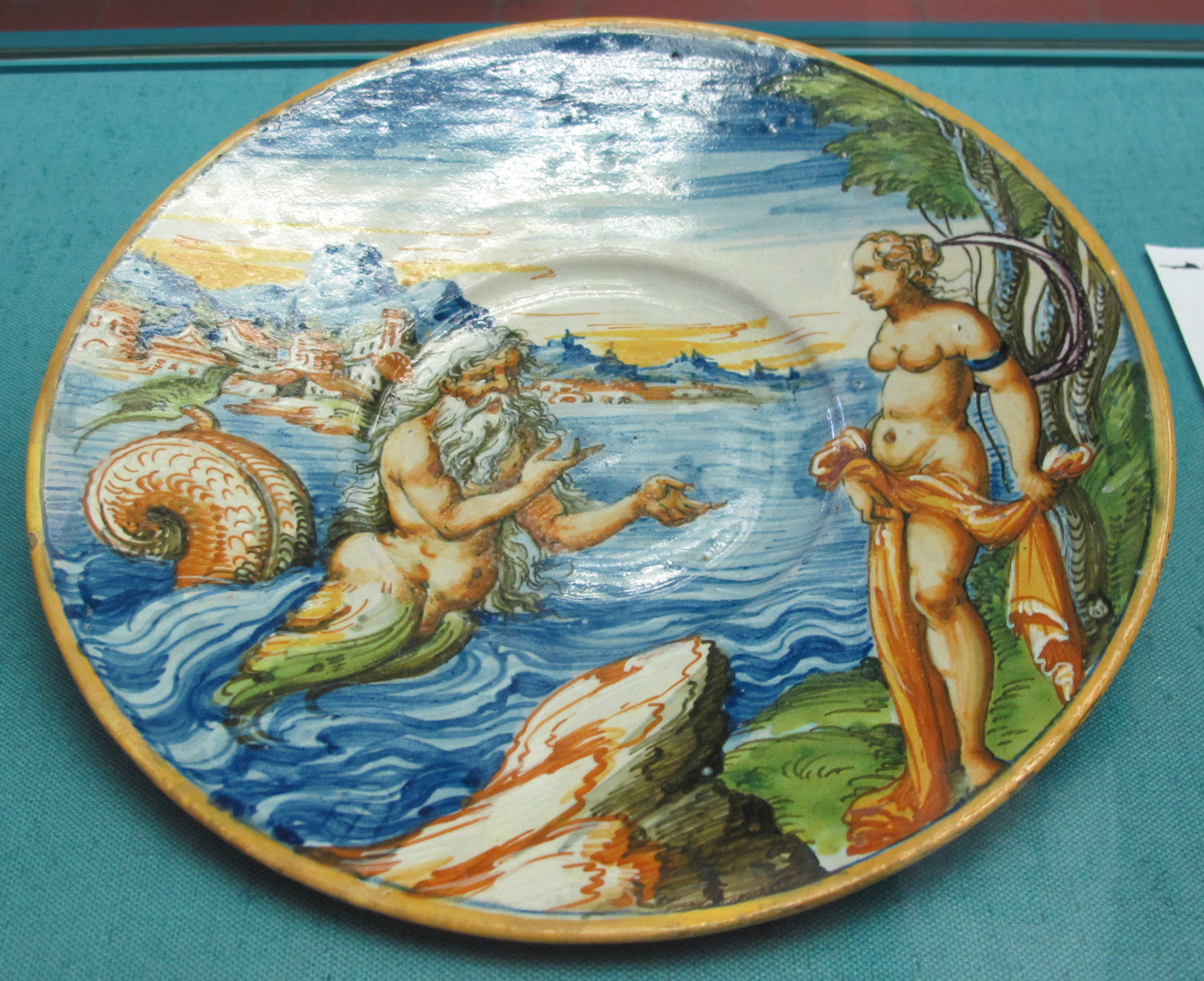
Glauco e Scilla su un piatto decorato

Deriva dal nome greco antico Γλαῦκος (Glaukos), latinizzato in Glaucus, basato sull'aggettivo γλαυκός (glaukos), che può voler dire tanto "scintillante", "brillante" quanto "verdeazzurro", "ceruleo", "celeste", "grigio bluastro": per la precisione, tale termine venne usato dapprima da Omero per definire il mare con il significato di "argentato", "luccicante", e poi da altri scrittori, che lo usarono con il senso di "verde bluastro" o "grigio bluastro", in riferimento alle foglie dell'ulivo e al colore degli occhi (e proprio in ragione dei suoi occhi brillanti, il nome greco del gufo era glaux).
Si tratta di un nome di tradizione classica, portato da numerosi personaggi della mitologia greca, fra cui spicca Glauco, un pescatore divenuto dio marino e innamorato di Scilla, ricordato da Virgilio e da Dante e a cui s'ispirano opere di D'Annunzio e Morselli. In Italia è attestato in tutte le regioni, ma specialmente in Lazio, Veneto e Friuli-Venezia Giulia e, per il femminile, in Liguria.
La forma portoghese Gláucio riprende il cognomen romano Glaucia, che ha la stessa origine.

## Onomastico
Essendo un nome adespota, ovvero che non è portato da alcun santo, l'onomastico può essere festeggiato il 1º novembre per la festa di Ognissanti.

## Persone

Glauco Lombardi

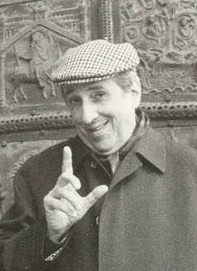
Glauco Pellegrini

- Glauco di Locri, scrittore greco antico
- Glauco Cataldo, compositore, docente e scrittore italiano
- Glauco Coretti, fumettista italiano
- Glauco Cozzi, allenatore di calcio e calciatore italiano
- Glauco Della Porta, economista e politico italiano
- Glauco Ferron, calciatore italiano
- Glauco Gilardoni, calciatore italiano
- Glauco Lombardi, antiquario e giornalista italiano
- Glauco Mauri, attore teatrale, regista teatrale e doppiatore italiano
- Glauco Onorato, attore e doppiatore italiano
- Glauco Pellegrini, regista, sceneggiatore e insegnante italiano
- Glauco Rossi, pittore italiano
- Glauco Sansovini, politico sammarinese
- Glauco Servadei, ciclista su strada italiano
- Glauco Tomasin, allenatore di calcio e calciatore italiano
- Glauco Vanz, calciatore italiano
- Glauco Venier, pianista e compositore italiano
- Glauco Viazzi, critico cinematografico e critico letterario italiano